# 마르코 카푸아노
마르코 카푸아노(이탈리아어: Marco Capuano, 1991년 10월 14일 ~ )는 세리에 B의 테르나나 칼초에서 뛰는 이탈리아의 축구 선수이다.

## 클럽 경력

### 초기 경력
카푸아노는 2009년 토리노 유소년팀에서 선수 생활을 시작했지만, 평가가 좋지 못하여 시즌 종료 후에 재계약을 하지 못하였다.
카푸아노는 2010년 페스카라로 이적하기전에 Renato Curi Juniores에서 뛰었다.

### 페스카라
카푸아노는 1-1로 비긴 프로시노네 원정 경기에서 1군팀 데뷔전을 치렀다. 그는 세리에 B 2010–11 시즌에 10경기를 출전했다. 그는 2010년 12월에 3년 재계약을 맺었다.
2011-12 시즌 동안, 카푸아노는 신임 감독 즈데네크 제만 감독하에서 주전 선수가 되었다. 그의 선발 출전은 11월 20일에 열린 구비오전에서 페널티킥을 허용함과 동시에 논란이 된 레드카드를 받는등 쉽지는 않았다.
그는 2012년 8월 26일에 열린 0-3으로 패한 인테르나치오날레전에서 세리에 A 데뷔전을 치렀다.

## 국가대표팀 경력
2011년 6월 1일에 열린 코트디부아르전에서 이탈리아 U-21 데뷔전을 치렀다.